# Natalia Partyka
Natalia Dorota Partyka (Gdansk, 27 de julio de 1989) es una jugadora polaca de tenis de mesa. Ella participó en los Juegos Olímpicos dos veces. Ella nació sin un antebrazo y es zurda. Partyka comenzó en tenis de mesa a la edad de siete años.

## Carrera
Partyka ha estado actuando internacionalmente desde 2005 y ganó el bronce en el Circuito Mundial Juvenil. En 2006 llegó a octavos de final en el Campeonato Mundial Juvenil, en el Circuito Mundial Juvenil ganó oro. Debido a estos beneficios, a Partyka se le permitió participar en la Campeonato del Mundo en Bremen, donde llegó a la etapa eliminatoria con el equipo polaco. Ella anotó sus primeros éxitos en el Pro Tour. En 2007, el Polin nuevamente alcanzó la ronda de 16 en el Campeonato Mundial Juvenil, en el Campeonato Juvenil Europa también ganó la plata en dobles. También en los Campeonato del Mundo para adulto, se le permitió participar nuevamente, pero no obtuvo grandes éxitos. Desde 2008 jugó solo para los adultos, por lo que ganó el bronce en el Campeonato de Europa en Rusia en dobles. Además, Partyka calificó atléticamente para los Juegos Olímpicos, pero solo pudo participar con el equipo que alcanzó los cuartos de final. En el Campeonato del Mundo, el equipo polaco falló como miembro del grupo en el grupo. En 2009, alcanzar la ronda de 16 en un Campeonato del Mundo de dobles fue uno de los mayores éxitos en la carrera de Partyka. En los Campeonato de Europa ganó plata con el equipo, en la final derrotaron a Alemania. En 2010 se le permitió participar en la Copa del Mundo en Kuala Lumpur, pero falló en la segunda ronda ante Li Xiaoxia. Con el equipo, se perdió por poco alcanzar los cuartos de final en el Campeonato del Mundo. En 2011, se perdió por tercera vez consecutiva, las semifinales en los Campeonato de Europa en dobles. En el Campeonato del Mundo, llegó a la tercera ronda en individuales, dobles y mixtos. En 2012, llegó en los últimos 32 en los Campeonato de Europa, en el Campeonato de Europa, llegó al octavo lugar con el equipo.
Desde 2008 comenzó a estudiar psicología.